# Јан Непомук Штјепанек
Јан Непомук Штјепанек (чеш. Jan Nepomuk Štěpánek; Хрудим, 19. мај 1783 — 12. фебруар 1844) био је чешки драматург, позоришни редитељ, глумац и позоришни управник.

## Биографија
Рођен је 19. маја 1783. у Хрудиму, у Хабзбуршкој монархији. Школовао се у гимназији Литомишл, а студирао филозофију и теологију на Карловом универзитету. Године 1800. учествовао је у аустријској војсци против Наполеона I Бонапарте.
По завршетку универзитета, 1803–05, придружио се глумцима патриотског позоришта који су играли у Малој Страни, у Прагу. Почео је да преводи драме. Године 1807. постао је суфлер у позоришту Мала Страна. Године 1812. започео је каријеру у позоришту Естатес. Био је одговоран за представе које су у недељу поподне изводили чешки аматерски глумци, на чешком језику. За њих је написао и превео више од стотину драма. Радио је као агент за продају карата, секретар и на крају као један од три директора позоришта. Преминуо је 12. фебруара 1844. у Прагу.

## Рад
Његов рад није квалитетан, али је у то време био изузетно угледан по патриотским заслугама. Међу његовим драмама су Čech a Němec и Břetislav První, český Achilles. Међу његовим најуспешнијим преводима била су дела Венцела Милера и Адолфа Берлеа, као и Моцартова опера Дон Ђовани и чешки оперни ансамбл пун либрета.